# ブラジルの島の一覧
ブラジルの島の一覧（ブラジルのしまのいちらん）を示す。

## 一覧 (面積順)
ブラジルの島を面積順に上位20位まで示す。
| 順位 | 島名                                | 面積(km2) | 緯度経度                                                          |
| ---- | ----------------------------------- | --------- | ----------------------------------------------------------------- |
| 1    | マラジョ島                          | 40,100    | 南緯00度59分00秒 西経49度35分00秒 / 南緯0.98333度 西経49.58333度  |
| 2    | バナナル島                          | 19,162    | 南緯11度20分00秒 西経50度25分00秒 / 南緯11.33333度 西経50.41667度 |
| 3    | トゥピナンバラナ島（Tupinambarana） | 11,850    | 南緯03度00分00秒 西経58度00分00秒 / 南緯3.00000度 西経58.00000度  |
| 4    | グルパ島（大グルパ島）              | 4,864     | 南緯01度00分00秒 西経51度30分00秒 / 南緯1.00000度 西経51.50000度  |
| 5    | サン・ルイス島                      | 1,410.01  | 南緯02度36分00秒 西経44度14分00秒 / 南緯2.60000度 西経44.23333度  |
| 6    | オンサス島（Ilha das Onças）        | 750       | 南緯01度26分45秒 西経48度33分25秒 / 南緯1.44583度 西経48.55694度  |
| 7    | サンタ・カタリーナ島                | 523       | 南緯27度36分00秒 西経48度30分00秒 / 南緯27.60000度 西経48.50000度 |
| 8    | サン・フランシスコ・ド・スル島      | 493       | 南緯26度18分05秒 西経48度36分18秒 / 南緯26.30139度 西経48.60500度 |
| 9    | ティニャレ島（Ilha de Tinharé）     | 400       | 南緯13度30分00秒 西経38度58分00秒 / 南緯13.50000度 西経38.96667度 |
| 10   | イリャベラ                          | 348       | 南緯23度51分21秒 西経45度19分00秒 / 南緯23.85583度 西経45.31667度 |
| 11   | 南マラカ島（Ilha de Maracá do Sul） | 300       | 北緯02度00分34秒 西経50度25分26秒 / 北緯2.00944度 西経50.42389度  |
| 12   | スペラギ島（Ilha do Superagui）     | 214       | 南緯25度21分08秒 西経48度10分06秒 / 南緯25.35222度 西経48.16833度 |
| 13   | モスケイロ島（Ilha do Mosqueiro）   | 212       | 南緯01度07分00秒 西経48度24分00秒 / 南緯1.11667度 西経48.40000度  |
| 14   | グランデ島                          | 193       | 南緯23度09分00秒 西経44度14分00秒 / 南緯23.15000度 西経44.23333度 |
| 15   | コンプリダ島                        | 188       | 南緯24度44分28秒 西経47度32分24秒 / 南緯24.74111度 西経47.54000度 |
| 16   | カルドゾ島                          | 151       | 南緯25度07分54秒 西経47度57分59秒 / 南緯25.13167度 西経47.96639度 |
| 17   | イタパリカ島                        | 146       | 南緯12度59分00秒 西経38度40分00秒 / 南緯12.98333度 西経38.66667度 |
| 18   | サント・アマロ島                    | 143       | 南緯23度57分00秒 西経46度14分00秒 / 南緯23.95000度 西経46.23333度 |
| 19   | イタマラカ島                        | 65.41     | 南緯07度44分50秒 西経34度49分40秒 / 南緯7.74722度 西経34.82778度  |
| 20   | サン・ヴィセンテ島                  | 57.4      | 南緯23度57分08秒 西経46度21分07秒 / 南緯23.95222度 西経46.35194度 |

## その他
- サンペドロ・サンパウロ群島 北緯00度55分01秒 西経29度20分45秒 / 北緯0.91694度 西経29.34583度
- ロカス環礁
  - フェルナンド・デ・ノローニャ 南緯03度51分14秒 西経32度25分26秒 / 南緯3.85389度 西経32.42389度
- マルティン・ヴァス諸島
  - トリンダデ島 南緯20度31分 西経29度19分 / 南緯20.517度 西経29.317度
  - マルティン・ヴァス島 南緯20度28分29秒 西経28度51分10秒 / 南緯20.47472度 西経28.85278度
  - スル島